# ルイジアナ買収

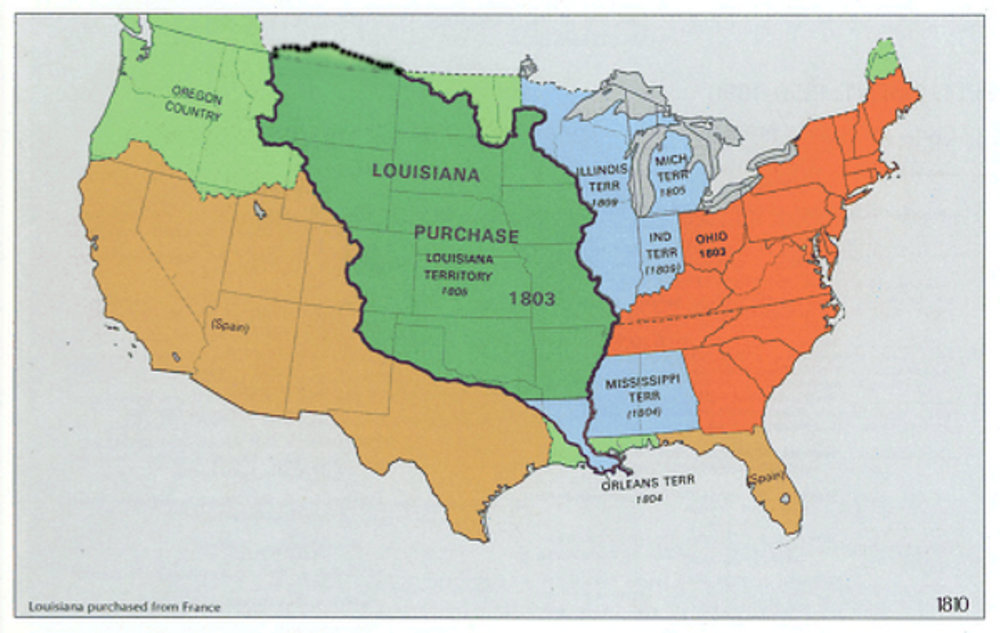
ルイジアナ買収の対象地域（緑）。地図と州区分は21世紀のもの

ルイジアナ買収（ルイジアナばいしゅう、英語: Louisiana Purchase）は、1803年にアメリカ合衆国がフランスから210万平方キロメートルを超える領域を1,500万ドルで買収した出来事。ルイジアナ購入（ルイジアナこうにゅう）、またはルイジアナ売却（ルイジアナばいきゃく、フランス語: Vente de la Louisiane）とも。

## 概要
当時のフランス領ルイジアナは主にミシシッピ川流域の広大な領域で、現在のアイオワ・アーカンソー・オクラホマ・カンザス・コロラド・サウスダコタ・テキサス・ニューメキシコ・ネブラスカ・ノースダコタ・ミズーリ・ミネソタ・モンタナ・ルイジアナ・ワイオミングの15州にまたがっていた。
アメリカ合衆国第3代大統領トーマス・ジェファーソンは、同じくフランス領であったヌーヴェルオルレアンを当初は領有したいと考えていた。
1802年にジェファーソンは特使をパリに派遣し、ミシシッピ川の河口に位置し、物流の拠点として重要な街となっていたヌーヴェルオルレアンの買収を提案した。当時フランスは第一統領ナポレオン・ボナパルトの執政下にあり、イギリスとは敵対していた。イギリスがカナダからルイジアナに侵攻してきた場合、防衛はそもそも困難であると考えたボナパルトは、むしろルイジアナ全域をアメリカに売却すべきと結論した。ボナパルトはルイジアナの売却により得た利益を大陸での戦費に当て、更にアメリカの対ヨーロッパ政策をフランス寄りにできることも期待して、ルイジアナを破格の1,500万ドルでアメリカに売却することを決定した。
これを受けて1803年4月30日に売却に関する条約が交わされた。アメリカ合衆国の領土はルイジアナ買収により中西部に拡大し、それまでの2倍になった。買収資金はアメリカ国債で支払われたため、オランダのホープ商会とイギリスのベアリング家がファイナンスし、割り引いて現金化した。

## 200周年
2003年にルイジアナ買収から200周年を迎え、これに合わせて様々な記念行事が行われた。しかし、フランスの第22代大統領ジャック・シラクとアメリカの第43代大統領ジョージ・W・ブッシュは当時イラク戦争をめぐって対立していたため、両者は参加しなかった。